# Tala Abujbara
Tala Abujbara (Qatar, 22 luglio 1992) è una canottiera qatariota.
Ha gareggiato nel singolo femminile alle Olimpiadi di Tokyo 2020.

## Biografia
Tala Abujbara ha imparato a remare durante gli studi al Williams College, dove un allenatore vide il suo potenziale e la invitò a unirsi alla sua squadra. Una volta rientrata in Qatar, non avendo nessuno con cui fare coppia, passò alla specialità del singolo.
Nell'agosto 2018 si è classificata sesta nella fase di ripescaggio del singolare femminile a Palembang. Ha rappresentato il Qatar anche alle Olimpiadi di Tokyo 2020, competizione a cui ha avuto accesso grazie a un tempo di 8:20 minuti ai Campionati di qualificazione di canottaggio Asia-Oceania. A Tokyo è arrivata in finale del singolo femminile, accedendovi grazie al primo posto ottenuto nella fase precedente.
Tala Abujbara si è laureata all'HEC Paris.

## Riconoscimenti
Il 6 luglio 2021 il Comitato Olimpico del Qatar (QOC) ha annunciato che Tala Abujbara sarebbe stata la prima atleta qatariota a rappresentare il suo paese nel canottaggio ai Giochi Olimpici.
Il 22 luglio 2021 il QOC ha annunciato che Tala Abujbara, insieme a Mohammed Al-Rumaihi, avrebbe issato la bandiera del Qatar durante la cerimonia di apertura dei Giochi olimpici di Tokyo.